# ماروین وورث
ماروین وورث (انگلیسی: Marvin Worth؛ ۶ ژوئن ۱۹۲۵ – ۲۲ آوریل ۱۹۹۸) یک فیلم‌نامه‌نویس، تهیه‌کننده و هنرپیشه اهل ایالات متحده آمریکا بود.

## گزیده فیلم‌شناسی
از فیلم‌ها یا برنامه‌های تلویزیونی که وی در آن حضور داشته‌است می‌توان به آثار زیر اشاره کرد.
- لنی (۱۹۷۴)
- رز (۱۹۷۹)
- در آکادمی (۱۹۸۰)
- الماس شیشه‌ای (۱۹۸۴)
- عاشق شدن (۱۹۸۴)
- کمتر از صفر (۱۹۸۷)
- پتی هرست (۱۹۸۸)
- شر نبین، شر نشنو (۱۹۸۹)
- فلش بک (فیلم ۱۹۹۰) (۱۹۹۰)
- مالکوم ایکس (۱۹۹۲)
- شیاطین (۱۹۹۶)
- سه نفر روی نیمکت (۱۹۶۶)
- جیا (۱۹۹۸)
- جیمز دین (فیلم) (۲۰۰۱)